# 克羅伊茨萬德峰
47°03′15″N 12°39′24″E / 47.054168°N 12.656638°E
克羅伊茨萬德峰（德語：Kreuzwandspitze），是奧地利的山峰，位於該國西部，由蒂羅爾州負責管轄，屬於格洛克納山脈的一部分，海拔高度3,031米，每年平均降雨量2,138毫米。